# The Wings Tour
The Wings Tour, còn được gọi là 2017 BTS Live Trilogy Episode III (Final Chapter): The Wings Tour, là chuyến lưu diễn thế giới thứ hai của nhóm nhạc nam Hàn Quốc BTS nhằm quảng bá cho album phòng thu thứ hai của nhóm, Wings (2016). Chuyến lưu diễn bắt đầu vào ngày 18 tháng 2 năm 2017 và kết thúc vào ngày 10 tháng 12 năm 2017 tại Hàn Quốc, biểu diễn tại 12 quốc gia bao gồm Brazil, Úc, Nhật Bản, Hồng Kông và Hoa Kỳ. Chuyến lưu diễn thu hút 550.000 người hâm mộ, trở thành chuyến lưu diễn lớn thứ hai của nhóm cho đến nay.

## Bối cảnh
Ngày 18 tháng 11 năm 2016, BTS phát hành một đoạn giới thiệu trên YouTube thông báo về chuyến lưu diễn cùng với một tấm áp phích liệt kê ngày diễn của 2 buổi hòa nhạc đầu tiên được tổ chức tại Gocheok Sky Dome ở Hàn Quốc. Sau đó, 6 buổi hòa nhạc được xác nhận tại 5 thành phố ở Chile, Brazil và Hoa Kỳ.
Vé xem cho chặng Bắc Mỹ được bán cháy vé trong vòng vài phút. Do lượng yêu cầu cao, 2 buổi diễn đã được bổ sung thêm tại Trung tâm Prudential và Honda Center. Hơn 60.000 người hâm mộ đã tham dự các buổi hòa nhạc ở Newark, Chicago và Anaheim. Nhóm tiếp tục bán cháy vé cho buổi diễn ở Chile và trở thành nhóm nhạc K-pop bán cháy vé nhanh nhất tại Movistar Arena, nhà thi đấu lớn nhất Chile. Theo Puntoticket, công ty phân phối và bán vé ở Chile, buổi hòa nhạc của BTS là buổi diễn bán chạy nhất trong lịch sử Chile, chỉ có thể so sánh với buổi hòa nhạc của Maroon 5 vào năm 2015 sau khi bán được hơn 10.000 vé trong vòng chưa đầy 2 giờ. Ngày 13 tháng 1 năm 2017, BTS thông báo buổi diễn thứ hai tại cùng một địa điểm. Tại Brazil, hơn 50.000 người hâm mộ đã cố gắng mua 14.000 vé có sẵn, dẫn đến cuộc biểu tình trên Twitter yêu cầu những người quảng bá chuyến lưu diễn của Brazil chuyển các buổi hòa nhạc đến một địa điểm lớn hơn. BTS bán được tổng cộng 44.000 vé cho chặng diễn tại Nam Mỹ trong chuyến lưu diễn.
Ngày 27 tháng 7 năm 2017, BTS công bố 3 buổi hòa nhạc cuối cùng được tổ chức tại Gocheok Sky Dome ở Seoul vào ngày 8 đến 10 tháng 12 năm 2017. Ngày 2 tháng 9 năm 2017, các buổi diễn bổ sung tại Kyocera Dome ở Nhật Bản được công bố từ ngày 14 đến ngày 15 tháng 10 năm 2017 và sau đó được bán cháy vé. Đây là lần đầu tiên nhóm tổ chức các buổi hòa nhạc tại sân vận động mái vòm ở Nhật Bản kể từ khi ra mắt.

## Đón nhận
Chuyến lưu diễn nhận được đánh giá tích cực từ các nhà phê bình âm nhạc. Billboard ca ngợi "vũ đạo đồng đều" của nhóm. Đồng thời khen ngợi buổi biểu diễn solo của các thành viên, nói rằng "Buổi biểu diễn cá nhân, phản chiếu đã khiến khán giả cảm động". Bucks County Courier Times viết rằng "bao gồm các vũ đạo phức tạp cho hầu hết mọi bài hát, đoạn video ngắt quãng tuyệt đẹp và nhiều bài phát biểu và trò hề từ các thành viên BTS", là một" trải nghiệm đáng kinh ngạc". Idolator nhấn mạnh vũ đạo phức tạp của nhóm cũng như khả năng của mỗi thành viên nhằm thể hiện thế mạnh của họ thông qua các sân khấu solo. Họ kết luận, "The Wings Tour là lời giới thiệu hoàn hảo về tính chuyên nghiệp và quang cảnh của K-pop. BTS đang ở trong một giải đấu của riêng họ và thế giới đang bắt đầu nhận ra điều đó". CNN công nhận BTS là nghệ sĩ K-pop đầu tiên bán hết vé trên các đấu trường ở Hoa Kỳ, ca ngợi sự tiến bộ của họ trong ngành.
New York Times báo cáo về thành công đáng kể của The Wings Tour ở Chile với các buổi diễn bán cháy vé trong thời gian kỷ lục. Có thông tin tiết lộ rằng "sự nổi tiếng trên mạng của nhóm đã trở nên cuồng nhiệt ở Chile đến mức những người quảng bá chuyến lưu diễn thậm chí còn không bận tâm đến sự thúc đẩy của phương tiện truyền thống". Cũng có thông tin cho rằng chỉ riêng tiếng hét của khán giả đã đạt tới "127 decibel", âm thanh lớn nhất từng được ghi lại tại sân vận động Movistar. Manila Bulletin khen ngợi buổi biểu diễn của nhóm và ghi nhận số lượng người tham dự ấn tượng cho buổi hòa nhạc, nói rằng "sức hút của BTS không phải là trò đùa".
Grammy đã đưa tin về các buổi hòa nhạc tại sân vận động mái vòm đầu tiên của BTS ở Osaka, nhấn mạnh rằng BTS đã "thu hút đám đông ấn tượng và mang đến những buổi biểu diễn mãn nhãn".

## Danh sách tiết mục
1. "Not Today"
2. "Am I Wrong"
3. "Silver Spoon"
4. "Dope"
5. "Begin" (thể hiện bởi Jungkook)
6. "Lie" (thể hiện bởi Jimin)
7. "First Love" (thể hiện bởi Suga)
8. "Lost" (Jin, Jimin, V, Jungkook)
9. "Save Me"
10. "I Need U"
11. "Reflection" (thể hiện bởi RM)
12. "Stigma" (thể hiện bởi V)
13. "MAMA" (thể hiện bởi J-Hope)
14. "Awake" (thể hiện bởi Jin)
15. "BTS Cypher Pt. 4" (RM, Suga, J-Hope)
16. "Fire"
17. "N.O"
18. "No More Dream"
19. "Boy In Luv"
20. "Danger"
21. "Run"
22. "War of Hormone"
23. "21st Century Girl"
24. "Intro: Boy Meets Evil" (thể hiện bởi J-Hope)
25. "Blood Sweat & Tears"

Encore
1. "Outro: Wings"
2. "2! 3! (Still Wishing For Better Days)"
3. "Spring Day"

1. "MIC Drop"
2. "We Are Bulletproof Pt. 1"
3. "We Are Bulletproof Pt. 2"
4. "Hip Hop Lover"
5. "BTS Cypher Pt. 1" (RM, Suga, J-Hope)
6. "BTS Cypher Pt. 2: Triptych" (RM, Suga, J-Hope)
7. "BTS Cypher Pt. 3: Killer" (RM, Suga, J-Hope)
8. "BTS Cypher Pt. 4" (RM, Suga, J-Hope)
9. "Begin" (thể hiện bởi Jungkook)
10. "Lie" (thể hiện bởi Jimin)
11. "First Love" (thể hiện bởi Suga)
12. "So Far Away" (Jin, Jimin, V, Jungkook)
13. "Lost" (Jin, Jimin, V, Jungkook)
14. "Save Me"
15. "I Need U"
16. "Reflection" (thể hiện bởi RM)
17. "Stigma" (thể hiện bởi V)
18. "MAMA" (thể hiện bởi J-Hope)
19. "Awake" (thể hiện bởi Jin)
20. "DNA"
21. "Go Go"
22. "N.O"
23. "No More Dream"
24. "Boy in Luv"
25. "Danger"
26. "Fire"
27. "Run"
28. "Blood, Sweat & Tears"

Encore
1. "A Supplementary Story: You Never Walk Alone"
2. "Best of Me"
3. "Path"
4. "Born Singer"
5. "Spring Day"
6. "Outro: Wings"

## Lịch trình
| Ngày              | Thành phố | Quốc gia    | Địa điểm                                               | Người tham dự |
| Châu Á            | Châu Á    | Châu Á      | Châu Á                                                 | Châu Á        |
| ----------------- | --------- | ----------- | ------------------------------------------------------ | ------------- |
| 18 tháng 2, 2017  | Seoul     | Hàn Quốc    | Gocheok Sky Dome                                       | 40.000        |
| 19 tháng 2, 2017  | Seoul     | Hàn Quốc    | Gocheok Sky Dome                                       | 40.000        |
| Nam Mỹ            |           |             |                                                        |               |
| 11 tháng 3, 2017  | Santiago  | Chile       | Movistar Arena                                         | 44.000        |
| 12 tháng 3, 2017  | Santiago  | Chile       | Movistar Arena                                         | 44.000        |
| 19 tháng 3, 2017  | São Paulo | Brasil      | Citibank Hall                                          | 44.000        |
| 20 tháng 3, 2017  | São Paulo | Brasil      | Citibank Hall                                          | 44.000        |
| Bắc Mỹ            |           |             |                                                        |               |
| 23 tháng 3, 2017  | Newark    | Hoa Kỳ      | Trung tâm Prudential                                   | 60.000        |
| 24 tháng 3, 2017  | Newark    | Hoa Kỳ      | Trung tâm Prudential                                   | 60.000        |
| 29 tháng 3, 2017  | Rosemont  | Hoa Kỳ      | Allstate Arena                                         | 60.000        |
| 1 tháng 4, 2017   | Anaheim   | Hoa Kỳ      | Honda Center                                           | 60.000        |
| 2 tháng 4, 2017   | Anaheim   | Hoa Kỳ      | Honda Center                                           | 60.000        |
| Châu Á            |           |             |                                                        |               |
| 22 tháng 4, 2017  | Băng Cốc  | Thái Lan    | IMPACT Arena                                           | 90.000        |
| 23 tháng 4, 2017  | Băng Cốc  | Thái Lan    | IMPACT Arena                                           | 90.000        |
| 29 tháng 4, 2017  | Jakarta   | Indonesia   | Trung tâm hội nghị và triển lãm Indonesia              | 90.000        |
| 6 tháng 5, 2017   | Pasay     | Philippines | Mall of Asia Arena                                     | 90.000        |
| 7 tháng 5, 2017   | Pasay     | Philippines | Mall of Asia Arena                                     | 90.000        |
| 13 tháng 5, 2017  | Hồng Kông | Hồng Kông   | AsiaWorld-Expo                                         | 90.000        |
| 14 tháng 5, 2017  | Hồng Kông | Hồng Kông   | AsiaWorld-Expo                                         | 90.000        |
| Châu Đại Dương    |           |             |                                                        |               |
| 26 tháng 5, 2017  | Sydney    | Úc          | Qudos Bank Arena                                       |               |
| Châu Á            |           |             |                                                        |               |
| 30 tháng 5, 2017  | Osaka     | Nhật Bản    | Hội trường Osaka-jō                                    | 145.000       |
| 31 tháng 5, 2017  | Osaka     | Nhật Bản    | Hội trường Osaka-jō                                    | 145.000       |
| 1 tháng 6, 2017   | Osaka     | Nhật Bản    | Hội trường Osaka-jō                                    | 145.000       |
| 7 tháng 6, 2017   | Hiroshima | Nhật Bản    | Hiroshima Green Arena                                  | 145.000       |
| 14 tháng 6, 2017  | Nagoya    | Nhật Bản    | Nippon Gaishi Hall                                     | 145.000       |
| 15 tháng 6, 2017  | Nagoya    | Nhật Bản    | Nippon Gaishi Hall                                     | 145.000       |
| 20 tháng 6, 2017  | Saitama   | Nhật Bản    | Saitama Super Arena                                    | 145.000       |
| 21 tháng 6, 2017  | Saitama   | Nhật Bản    | Saitama Super Arena                                    | 145.000       |
| 22 tháng 6, 2017  | Saitama   | Nhật Bản    | Saitama Super Arena                                    | 145.000       |
| 24 tháng 6, 2017  | Fukuoka   | Nhật Bản    | Marine Messe Fukuoka                                   | 145.000       |
| 25 tháng 6, 2017  | Fukuoka   | Nhật Bản    | Marine Messe Fukuoka                                   | 145.000       |
| 1 tháng 7, 2017   | Sapporo   | Nhật Bản    | Makomanai Ice Arena                                    | 145.000       |
| 2 tháng 7, 2017   | Sapporo   | Nhật Bản    | Makomanai Ice Arena                                    | 145.000       |
| 14 tháng 10, 2017 | Osaka     | Nhật Bản    | Kyocera Dome                                           | 80.000        |
| 15 tháng 10, 2017 | Osaka     | Nhật Bản    | Kyocera Dome                                           | 80.000        |
| 21 tháng 10, 2017 | Đài Bắc   | Đài Loan    | Nhà thi đấu đa năng Đại học Thể thao Quốc gia Đài Loan | 20.000        |
| 22 tháng 10, 2017 | Đài Bắc   | Đài Loan    | Nhà thi đấu đa năng Đại học Thể thao Quốc gia Đài Loan | 20.000        |
| 4 tháng 11, 2017  | Ma Cao    | Ma Cao      | Cotai Arena                                            | —             |
| 8 tháng 12, 2017  | Seoul     | Hàn Quốc    | Gocheok Sky Dome                                       | 60.000        |
| 9 tháng 12, 2017  | Seoul     | Hàn Quốc    | Gocheok Sky Dome                                       | 60.000        |
| 10 tháng 12, 2017 | Seoul     | Hàn Quốc    | Gocheok Sky Dome                                       | 60.000        |
| Tổng cộng         | Tổng cộng | Tổng cộng   | Tổng cộng                                              | 550.000       |

## Doanh thu
| Địa điểm             | Thành phố | Quốc gia | Số vé đã bán           | Tổng doanh thu |
| -------------------- | --------- | -------- | ---------------------- | -------------- |
| Citibank Hall        | São Paulo | Brazil   | 15.327 / 15.327 (100%) | 1.207.360 USD  |
| Trung tâm Prudential | Newark    | Hoa Kỳ   | 22.612 / 22.612 (100%) | 3.348.500 USD  |
| Qudos Bank Arena     | Sydney    | Úc       | 11.023 / 11.424 (96%)  | 2.054.650 USD  |